# Alfie Solomons
Alfie Solomons es un personaje ficticio interpretado por Tom Hardy en el drama criminal británico Peaky Blinders. Es el líder de una pandilla judía con sede en Camden Town y fue presentado en la segunda temporada. El personaje ha tenido un impacto cultural masivo y ha recibido elogios de la crítica.

## Casting y antecedentes
Los detalles exactos del proceso de casting no se han revelado, pero el personaje de Alfie Solomons no se diseñó con Tom Hardy en mente inicialmente. El personaje está basado en hechos reales; un gánster judío llamado Alfred Solomon.
El escritor de Peaky Blinders Steven Knight afirmó que "lo hemos retratado como divertido pero con un carácter vanguardista. Las bandas judías del East End habrían sido igualmente famosas, pero por alguna razón la historia parece haber recordado a Alfie Solomons. No sé por qué. Quizás, fue procesado con más frecuencia". En la serie, Solomons es el líder de una banda judía con sede en Camden Town y dirige una destilería ilegal.

## Recepción de la crítica
Medium describe al personaje de Alfie Solomons como 'El personaje que más roba escenas de todos los tiempos', comentando que "Nunca he entendido si Alfie estaba destinado a ser un villano o una película cómica o una combinación de ambos, pero nunca he amado más cada segundo del tiempo que alguien pasa frente a la pantalla".
Tom French, que escribe para ''Den of Geek'', elogia el debut del personaje y escribe que complementa bien a los demás, "Solomons es inmediatamente atractivo, se muestra excéntrico, sádico y dañado a la vez. La actuación evoca elementos de los roles de Hardy del pasado, y el personaje encaja perfectamente en el mundo de Peaky Blinders".
Un artículo en The Independent elogió a Tom Hardy, diciendo que "Tom Hardy tiene un valor tan bueno en el programa, ya que ha creado uno de sus personajes con sentimientos más auténticos a pesar de estar apenas en él".